# تابع پسین
تابع پسین (به انگلیسی: Successor Function) یک تابع ریاضی است که در نظریه اعداد و منطق ریاضی نقش اساسی دارد. این تابع، عدد بعدی هر عدد طبیعی را مشخص می‌کند و در اصول موضوعه پئانو مورد استفاده قرار می‌گیرد.

## تعریف
تابع پسین که معمولاً با نماد نمایش داده می‌شود، هر عدد طبیعی را به عدد بعدی آن نگاشت می‌کند: {\displaystyle S(n)=n+1}
به عنوان مثال:{\displaystyle S(0)=1,S(1)=2,S(2)=3,...}

## ویژگی‌ها
- یک‌به‌یک و غیرپوشا: تابع پسین یک تابع یک‌به‌یک است، زیرا اگر، آن‌گاه. اما بر مجموعه اعداد طبیعی پوشا نیست زیرا مقدار ۰ تصویر هیچ عددی نیست.
- عدم وجود مقدار معکوس: تابع پسین معکوس ندارد، زیرا مقدار برای ۰ تعریف نشده است.

## اصول موضوعه پئانو
جوزپه پئانو در قرن نوزدهم اصولی را برای تعریف اعداد طبیعی ارائه کرد که به اصول پئانو معروف‌اند. این اصول شامل موارد زیر هستند:
یک عدد طبیعی است.
هر عدد طبیعی دارای یک عدد پسین است.
هیچ عدد طبیعی‌ای وجود ندارد که پسین آن برابر ۰ باشد.
استقرا در این اصول نقش اساسی دارد.

## کاربردها

### در نظریه مجموعه‌ها
در نظریه مجموعه‌ها، اعداد طبیعی را می‌توان با مجموعه‌های تودرتو نمایش داد و تابع پسین در این قالب به‌صورت زیر تعریف می‌شود:
{\displaystyle S(n)=n\cup \{n\}}

### در علوم کامپیوتر
تابع پسین در طراحی الگوریتم‌ها و زبان‌های برنامه‌نویسی به کار می‌رود. نمونه‌ای از تابع پسین در زبان پایتون:

def successor(n):
return n + 1
print(successor(5))

خروجی: ۶